# São Raimundo Esporte Clube (Pará)
São Raimundo Esporte Clube é um clube de futebol de Santarém, no Estado do Pará, fundado em 9 de janeiro de 1944. O clube é conhecido por ser o primeiro campeão da Série D do Campeonato Brasileiro, em 2009.

## História

### Precedentes
Com a decadência e desativação do Vasco da Gama, fundado em 1932, que teve como seu último presidente o sr. Odorico Reis de Almeida, surgiu em 1942 o Alegria Esporte Clube (uma alusão a Rua Palestina), desarticulado no ano seguinte quando foi transformado em Santa Cruz Esporte Clube, de vida curta, e logo sucedido pelo São Raimundo Esporte Clube.

### O jogo do Santa Cruz que entrou para a história
Domingo, 29.08.1943, à tarde, na comunidade de Igarapé Açu, atual São Braz, amistoso: São Braz 1x3 Santa Cruz(São Raimundo) - Árbitro Paulino Silva - 1x0 Gerson, 40; 2x0 Pé de Chumbo, 43/3x0 Nezinho, 30 e 3x1 João(SB), 45. Santa Cruz com Domingos Roque - Nonato e Moacir - Beci, Valdomiro e Pé de Chumbo- Valdemarino, Nezinho, Gerson, Valentim e Tapioca. Obs: Para este jogo o Santa Cruz fez a estreia de uma bola com câmara de ar. Até então treinava apenas com bolas de borracha, que ganhavam o apelido de “puruí”, pois logo ficavam "bicudas".

### O ano da fundação
Em 3 de janeiro de 1944, uma segunda-feira, uma comissão formada por David Natanael; Valdomiro Pinto e Gerson Marinho,   se dirigiram à residência de Odorico Reis de Almeida e o convidou para assumir a presidência do clube, pelo qual já demonstrava sua simpatia publicamente. O convite foi aceito e logo marcada a reunião de apresentação e posse.
No dia 6 de janeiro, quinta-feira, dia de Reis, na residência do próprio Odorico Almeida à Rua da Alegria, ocorreu a reunião em que a nova diretoria foi escolhida e empossada, com Odorico Reis Almeida na presidência e a manutenção dos outros associados nos cargos para os quais foram eleitos anteriormente. Valdomiro Paz Pinto como Secretário; Gerson Marinho da Silva como Tesoureiro e David Natanael Barbosa dos Santos como Diretor de Esportes. Após o ato de posse, o novo presidente deliberou logo sobre a compra de um livro de atas, bem como quanto a fundação oficial do São Raimundo, marcando para o domingo seguinte o evento solene.

### A fundação do São Raimundo Esporte Clube
Dessa forma no dia 9 de janeiro de 1944, domingo, numa Assembleia Geral realizada na Rua da Alegria (atual 24 de Outubro nº 1601/Residência de Odorico Almeida), quase esquina com a atual Travessa Assis de Vasconcelos, às 20h00, foi oficialmente fundado o São Raimundo Esporte Clube, tendo como membros de sua primeira diretoria os senhores: Odorico Reis de Almeida, Presidente; Adamor Bibiano Ribeiro Macedo, 1º Secretário; Roosevelt de Pinho Gonçalves, 2º Secretário; Francisco Carlos Pereira, 1º Tesoureiro; Valdomiro Pinto, 2º Tesoureiro e David Natanael Barbosa dos Santos, Diretor de Esportes. Presentes ao evento eleitoral, além da Diretoria eleita, dentre outros, Ray Jennings, Valdo Marino, Miró, Gerson Marinho, Orlando Cota, Nego Otávio, Valentim, André Pimenta, Água Preta, Osmar Cota, Pé de Chumbo, Domingos Tapioca, Noronha, Dedé, Pingo, Perpétuo e Cassete. O uniforme, a princípio predominantemente na cor branca, além da influência dos uniformes oficiais do Santos Futebol Clube, de São Paulo e da própria Seleção Brasileira, se tornava mais fácil adquiri-lo no mercado da época. A sede provisória passou a ser a residência do próprio Odorico Reis Almeida na atual Rua 24 de Outubro, local da fundação.

### O nome São Raimundo
Além de uma maciça simpatia em prestigiar o padroeiro do bairro da Aldeia, um outro fato foi preponderante à denominação do novo clube, sobre o qual assim se reporta o fundador David Natanael Barbosa dos Santos: “Através de ofício enviado pelo presidente do São Braz Esporte Clube, de Igarapé Açu, senhor Cazuza Damasceno, o Santa Cruz Esporte Clube foi convidado a jogar uma partida amistosa na atual vila de São Braz, no domingo, 29 de agosto de 1943.
Para responder o ofício-convite, o secretário Valdomiro Paz Pinto solicitou ao senhor Odorico Reis de Almeida, um forte simpatizante do clube, para em nome do presidente, senhor Domingos Roque, elaborar e remeter o ofício resposta, cujo conteúdo assegurava que o convite tinha sido aceito.
Naquele tempo, a estrada para a citada vila não oferecia condições para o tráfego de veículos motorizados. Apenas, em estado precário, trafegavam por ela carroças puxadas a bois. Por isso, no domingo do jogo, a caravana partiu a pé de Santarém às 13h00 das proximidades da residência dos irmãos Paz Pinto, na Aldeia, com a chegada ocorrendo por volta das 15h20. A delegação logo se encaminhou para a sede do São Braz onde foi cordialmente recepcionada. Às 16h00 as equipes adentram ao campo e no momento dos cumprimentos o time local se dirige aos visitantes para a surpresa de todos como “São Raimundo”. A partida, dirigida por árbitro e auxiliares da própria comunidade, tem início e os jogadores do “Santa Cruz” se questionavam o porquê de “São Raimundo”. No intervalo, não controlando a curiosidade, um grupo de jogadores foi ao capitão do time do São Braz questioná-lo sobre o assunto e este respondeu que “Nos convidamos o Santa Cruz para este jogo, mas..., não é São Raimundo o nome do clube de vocês?” Houve quem respondesse que não, e ao mesmo tempo afirmava que o clube chamava-se Santa Cruz Esporte Clube. Desapontado, o capitão retrucou: “mas no ofício que recebemos de vocês esta escrito São Raimundo, querem ver?” Indo à sede do clube retornou com o dito ofício nas mãos e provou que em vez de Santa Cruz estava de fato São Raimundo, a propósito ou não do senhor Odorico Almeida.
No dia seguinte, segunda-feira, 30 de agosto, às 20h00, no local de costume (residência dos irmãos Valdomiro e Valdemarino Paz Pinto) e com a presença do convidado Odorico Reis de Almeida, aconteceu à reunião ordinária e o convidado questionado quanto ao assunto assegurou ter consciência de haver escrito no ofício Santa Cruz e não São Raimundo, convencendo-se do equívoco somente após o testemunho de todos os atletas que viram o ofício no intervalo do jogo diante do São Braz. Diante do episódio, que para uns tratava-se de uma mensagem superior, imediatamente surgiu à proposta de mudança do nome do Clube. Afinal, os defensores da ideia asseguravam, São Raimundo é o padroeiro do bairro; como São Raimundo vencemos do São Braz e estamos no dia dedicado ao Santo. Colocada em votação, a proposta foi aprovada com júbilo”.

### Sócios fundadores do São Raimundo
01 - Odorico Reis Almeida; 02 - Astésio Miranda; 03 - Valdemarino Paz Pinto; 04 - Moacir Paz do Nascimento; 05 - David Natanael Barbosa dos Santos; 06 - Domingos Roque; 07 - Domingos Santos(Tapioca); 08 - José Francisco Mota; 09 - Nonato Paz do Nascimento; 10 - Raimundo Jennings; 11 - Gerson Marinho da Silva; 12 - Francisco Paz do Nascimento; 13 - André Pimentel; 14 - Raimundo Estevão de Matos; 15 - Orlando Cota Campos; 16 - Vicente Valentim; 17 - Cipriano Jovita de Matos; 18 - Osmar Cota Campos; 19 - José Maria Calandrini de Azevedo; 20 - Elias Ribeiro Pinto; 21 - Edgar da Paz Vieira(Pingo); 22 - Sebastião Sousa; 23 - Ivan Caubi Bentes Monteiro; 24 - Iracy Bentes Monteiro; 25 - Raimundo Correia; 26 - Antônio Mota da Silva (Pé de Chumbo); 27 - Astésio Santos e 28 - Luiz Lucas.

### O primeiro jogo
Na data da fundação, à tarde, o São Raimundo enfrentou amistosamente o Luso América da Vila de Arapixuna, no Parque do Paysandu, atual Colégio Batista, em Santarém.
Com a extinção do Alegria e a constituição do Santa Cruz, o elenco remanescente desses clubes passou a ser a pioneira onzena do São Raimundo Esporte Clube com Gerson - Waldomiro e Nezinho - Waldemarino, Moacir e Francisco Nascimento - Manezinho, Tapioca, Domingos Roque, David Natanael e Ceci Nascimento.

### O alvinegro
Mais tarde, com o advento das transmissões radiofônicas por conta do surgimento da ZYR-9 - Rádio Clube de Santarém, que no dia de sua inauguração em 24.10.1948 - data em que se comemorava festivamente o Centenário da cidade – o “Parque São Francisco” se transformava em estádio municipal “Prefeito Adherbal Correa” com a transmissão do amistoso Seleção Santarena 3x3 Paysandu, de Belém, sob a responsabilidade do pioneiro locutor esportivo, fundador e ex-presidente do clube Elias Pinto, foram iniciadas por este ao microfone as constantes sugestões quanto a um novo uniforme. A inspiradora Seleção Brasileira já estava “Canarinho”. Não tardou a decisão da diretoria em registrar em Ata de Assembleia Geral que o “preto” e “branco” seriam então os tons oficiais do clube e logo o elenco “Alvo” passou a ser chamado de “Alvinegro”.

### Primeiro título (Campeão Santareno de 1949)
15.01.1950- Estádio Municipal Aderbal Corrêa(Campeonato de 1949- Decisão- Final): São Raimundo 1x0 América - SR, primeiro Campeão Santareno com Gerson Marinho - Otávio e Chicó(André Pimenta) - Orlando Cota, Valdomiro e Zé Queixada(Raimundo Anun) - Noronha, Cacete(Miro), David Natanael(Anastácio Miranda), Elídio(Curuperé) e Guito(Bebé) - Banco: Canjica, Dedé, Sílvio e Nezinho.

### O título de Utilidade Pública
Em 16.11.1955, após aprovação à unanimidade pela Câmara Municipal, o prefeito Armando Lages Nadler sanciona a Lei Municipal 954, dispondo sobre o título de Utilidade Pública ao São Raimundo Esporte Clube.

### Grande Campanha no Campeonato Paraense
O São Raimundo Fez uma boa campanha na Taça Cidade de Belém do Campeonato Paraense de Futebol, tendo como grande feito uma vitória sobre o Clube do Remo pelo placar de 5x1 em pleno Baenão (casa do Remo). Terminou a primeira fase na segunda colocação tendo a vantagem do empate nas semifinais do torneio. Na semifinal empatou com o Clube do Remo e avançou para a final do primeiro turno, sendo derrotado pelo Paysandu. Na Taça Estado do Pará fez uma campanha ainda melhor, sendo o líder da competição. Nas semifinais derrotou o Águia de Marabá pelo placar de 3 x 2 e se classificou para a final, onde empatou o primeiro jogo com o Remo por 1 X 1 e acabou por vencer o jogo da volta por 2 x 1, sagrando-se campeão do segundo turno Parazão, garantindo assim vaga na Copa do Brasil de 2010 e no Campeonato Brasileiro da Série D de 2009. No Entanto, a equipe acabaria por ser vice-campeã paraense ao perder os dois jogos da decisiva final para o Paysandu.

### Participação e título no primeiro Campeonato Brasileiro da Série D
No Campeonato Brasileiro da Série D, o Pantera se classificou na primeira fase em 1º lugar no grupo 2 com 3 vitórias, 1 empate e 2 derrotas, sendo o líder do seu grupo. Na segunda fase da competição, eliminou o Genus por 3x1 no placar agregado (1x1 na ida e 2x0 na volta). Na terceira fase derrotou a equipe do Cristal por 5x4 no agregado (4x1 na ida e 3x1 na volta) e conseguiu avançar para as quartas de final, onde venceu e eliminou o mesmo Cristal Por 3x1 (1x1 na ida e 2x0 na volta), conseguindo assim uma vaga no Campeonato Brasileiro da Série C de 2010. Na Semifinal eliminou o Alecrim, vencendo o primeiro jogo por 3x1 e empatando no jogo da volta em 2x2, chegando assim na primeira final da história da Série D do Campeonato Brasileiro.
Na final da competição, a equipe enfrentou o Macaé, tendo perdido o primeiro jogo fora de casa no Estádio Raulino de Oliveira no Rio de Janeiro por 3x2. No jogo da volta em Santarém, no Estádio Colosso do Tapajós lotado, o Pantera reverteu o placar adverso fazendo 2x1 com um gol de Rafael Oliveira aos 30 minutos do segundo tempo, garantindo assim o primeiro título do Campeonato Brasileiro da Série D da história.

### 2010
No Parazão, o São Raimundo foi bem, se classificando na última vaga para a semifinais, mas foi derrotado pelo Remo, pelo placar agregado de 4x3 (2x2 na ida e 1x2 na volta) e não conseguiu se classificar no segundo turno do Parazão 2010. A série C de 2010 foi a pior campanha do time em toda temporada, foi eliminado do campeonato com 3 pontos, (nenhuma vitória, 3 empates e 5 derrotas). Foi eliminado e rebaixado para a Série D.

## Competições Nacionais
- Disputou a Copa do Brasil de 2010 (terminando em 64º lugar, ao ser eliminado pelo Botafogo, em decorrência de irregularidades de alguns jogadores).
- Conquistou o acesso ao Campeonato Brasileiro da Série C de 2010, sendo Campeão Brasileiro da Série D de 2009.
- Campeonato Brasileiro da Série C (2005) - O São Raimundo chegou até a segunda fase, na qual perdeu para equipe do Nacional-AM.

## Títulos
| Nacionais                 | Nacionais                                 | Nacionais | Nacionais               |
|                           | Competição                                | Títulos   | Temporadas              |
| ------------------------- | ----------------------------------------- | --------- | ----------------------- |
|                           | Campeonato Brasileiro – Série D           | 1         | 2009 (Primeiro Campeão) |
| Turno ou fase do estadual |                                           |           |                         |
|                           | Competição                                | Títulos   | Temporadas              |
|                           | Taça Estado do Pará                       | 1         | 2009                    |
|                           | Campeonato Paraense - 1ª fase             | 1         | 2005                    |
|                           | Campeonato Paraense de Futebol - Série A2 | 1         | 2025                    |

## Estatísticas

### Participações
|  | Participações em 2026 |

| Competição | Competição          | Temporadas | Melhor campanha     | Estreia | Última | P | R |
| Pará       | Campeonato Paraense | 23 [F1]    | Vice-campeão (2009) | 1998    | 2026   |   | 2 |
| Pará       | Série A2            | 8          | Campeão (2025)      | 1997    | 2025   | 3 | – |
| Brasil     | Série C             | 2          | 20º colocado (2010) | 2005    | 2010   | – | 1 |
| Brasil     | Série D             | 6          | Campeão (2009)      | 2009    | 2019   | 1 |   |
| Brasil     | Copa do Brasil      | 3          | 2ª fase (2017)      | 2010    | 2019   |   |   |

- ^  F1. Contando com as participações na taça ACLEP.

### Últimas dez temporadas
- - O São Raimundo-PA foi punido pelo STJD com a perda de três pontos por escalação de jogador irregular.
- - Desistiu da vaga, alegando dificuldades financeiras.

Legenda:
| Campeão. Vice-campeão. Eliminado na semifinal. | Rebaixado à divisão inferior. Campeão e promovido à divisão superior. Promovido à divisão superior. |

## Uniformes

### 2022
| '' | '' |  |

### 2021
| '' | '' |  |

### 2020
| '' | '' |  |

### 2019
| '' | '' |  |

### 2018
| '' | '' |  |

### 2016-17
| '' | '' |  |

### 2014-15
| '' | '' |  |

## Rivalidades

### São Raimundo versus São Francisco
Ultima Atualização: São Raimundo 1x2 São Francisco, em 6 de outubro de 2022, pelas oitavas de final (volta) da Série B do Campeonato Paraense
- Jogos: 18
- Vitórias do São Raimundo: 4
- Vitórias do São Francisco: 5
- Empates: 9
- Gols do São Raimundo: 24
- Gols do São Francisco: 20

### São Raimundo versus Tapajós
Ultima Atualização: Tapajós 2x2 São Raimundo em 30 de janeiro de 2016 pela 1º rodada do 1º turno Campeonato Paraense
- Jogos: 1
- Vitórias do São Raimundo: 0
- Vitórias do Tapajós: 0
- Empates: 1
- Gols do São Raimundo: 2
- Gols do Tapajós: 2

## Símbolos

### Uniforme Alvinegro
Inspirada no uniforme da Seleção Brasileira e no do Santos Futebol Clube, bem como em razão disso haver disponibilidade na praça, optou por um uniforme todo na cor branca com detalhes em preto. Daí, o elenco receber por iniciativa dos jornais da época, principalmente “O Jornal de Santarém”, a denominação de “Os Alvos”.
Mais tarde, com o advento das transmissões radiofônicas por conta do surgimento da ZYR-9- Rádio Clube de Santarém, que no dia de sua inauguração em 24.10.1948 - data em que se comemorava festivamente o Centenário da cidade – o “Parque São Francisco” se transformava em estádio municipal “Prefeito Adherbal Correa” com a transmissão do amistoso Seleção Santarena 3x3 Paysandu, de Belém, sob a responsabilidade do pioneiro locutor esportivo, fundador e ex-presidente do clube Elias Pinto, foram iniciadas por este ao microfone as constantes sugestões quanto a um novo uniforme. Não tardou a decisão da diretoria em registrar em Ata de Assembleia Geral que o “preto” e “branco” seriam então os tons oficiais do clube e logo o elenco “Alvo” passou a ser chamado de “Alvinegro”.

### Escudo
O escudo alvinegro é considerado SUI GENERIS, ou seja, o único clube no mundo que apresenta este formato. Foi baseado no design da bola oficial que girava os gramados pelo mundo na época de sua fundação em 1944. Foi remodelado pelo designer Ítalo Jean em 2009. No centro da bola entre os gomos está a sigla S.R.E.C, representando as iniciais de São Raimundo Esporte Clube.

### Mascote
Por ocasião da disputa do Campeonato Santareno de 1957, quanto o São Raimundo voltou a ser campeão, o locutor Elias Pinto, torcedor e fundador do time, através do microfone da Rádio Clube, passou a denominá-lo de "O Pantera Negra".